# Bombali Shebora
Bombali Shebora é uma chefia de Bombali (distrito) na província do Norte da Serra Leoa. A principal vila encontra-se em Makeni.
Em 2004 a chefia tinha uma população de 22.802.